# Bert-Jan Lindeman
Bert-Jan Lindeman (Emmen, 16 juni 1989) is een Nederlands wielrenner.
Bij de junioren kwam Lindeman uit voor Wielervereniging De Peddelaars uit Hoogeveen. Als tweedejaars belofte stapte Lindeman over naar de continentale ploeg KrolStonE, waar hij één seizoen reed alvorens de overstap naar Cyclingteam Jo Piels te maken. 
Vanaf augustus 2011 kreeg Bert-Jan Lindeman een stagecontract bij Vacansoleil-DCM, waar hij vervolgens op 14 september 2011 een eerste profcontract tekende met de duur van twee seizoenen. Toen Vacansoleil ophield te bestaan, verkaste Lindeman naar het Rabobank Development Team.
Lindeman maakte indruk in de Ronde van de Ain met een ritzege in de koninginnenrit en het eindklassement. Dit resulteerde erin dat hij werd gecontracteerd door Team LottoNL-Jumbo.
In de Vuelta van 2015 won Lindeman de zevende etappe nadat hij de sterkste bleek van een kopgroep. In 2016 mocht Bert-Jan meedoen met de Ronde van Frankrijk hij probeerde een paar keer mee te zitten in een ontsnapping helaas voor hem kon hij geen etappe winnen. In de rit naar de Mont Ventoux werd hij nog wel erg knap 6de. Na een erg knappe 5de plaats in de Brabantse Pijl van 2017 reed hij een aantal dagen later ook lang voorin tijdens de Amstel Gold Race. Tijdens het najaar reed hij nog de Ronde van Spanje. Waar Bert-Jan in 2018 nog de Ronde van Italië en de Ronde van Spanje reed deed hij in zijn laatste 2 jaar bij Jumbo Visma niet mee aan een grote ronde. Tijdens het Corona seizoen in 2020 was zijn uitschieter een 8ste plaats tijdens Dwars door het Hageland.
Het leek erop dat Bert-Jan zou moeten stoppen in 2021 maar niks was minder waar Team Qhubeka-Assos bood hem een contract vervolgens reed hij de Ronde van Italië en de Ronde van Spanje. Vooral in Italië was de ploeg erg succesvol. Helaas stopte de ploeg eind van 2021 en daarmee was het de prof carrière van Bert-Jan ook gedaan. Komend jaar rijdt de Drenth voor het continentale team van VolkerWessels Cycling Team van ploegleider Allard Engels.

## Overwinningen
2010
Ster van Zwolle
3e etappe Ronde van Gironde
2012
Bergklassement Ster van Bessèges
Ronde van Drenthe
2014
Ster van Zwolle
Eindklassement Ronde van Bretagne
3e etappe Ronde van de Ain
Eindklassement Ronde van de Ain
2015
7e etappe Ronde van Spanje

## Resultaten in voornaamste wedstrijden
| Jaar | Ronde van Italië | Ronde van Frankrijk | Ronde van Spanje |
| ---- | ---------------- | ------------------- | ---------------- |
| 2011 |                  |                     |                  |
| 2012 |                  |                     | 143e             |
| 2013 |                  |                     |                  |
| 2015 | 95e              |                     | 99e (1)          |
| 2016 |                  | 94e                 |                  |
| 2017 |                  |                     | 110e             |
| 2018 | 114e             |                     | 136e             |
| 2019 |                  |                     |                  |
| 2020 |                  |                     |                  |
| 2021 | 122e             |                     | 131e             |

| Jaar | Milaan-San Remo | Gent-Wevelgem | Ronde van Vlaanderen | Parijs-Roubaix | Amstel Gold Race | Luik-Bast.‑Luik | Ronde van Lombardije | Brabantse Pijl | Parijs-Tours |  | WK op de weg |  | Wereldranglijsten |
| ---- | --------------- | ------------- | -------------------- | -------------- | ---------------- | --------------- | -------------------- | -------------- | ------------ |  | ------------ |  | ----------------- |
| 2011 |                 |               |                      |                |                  |                 |                      |                | 65e          |  |              |  |                   |
| 2012 | 125e            | 109e          |                      | 49e            | 113e             |                 |                      |                |              |  | 100e         |  |                   |
| 2013 | 109e            | opgave        | 71e                  | opgave         | opgave           |                 |                      |                | 85e          |  |              |  |                   |
| 2015 | 91e             |               |                      |                | opgave           | opgave          | opgave               | 95e            |              |  |              |  | 125e (UWT)        |
| 2016 |                 |               |                      |                | 59e              | 80e             | opgave               |                |              |  |              |  |                   |
| 2017 |                 |               |                      |                | 72e              | opgave          |                      | 5e             |              |  |              |  | 447e (UWT)        |
| 2018 |                 |               |                      |                | 45e              | opgave          |                      | 66e            |              |  |              |  | 359e (UWT)        |
| 2019 |                 |               |                      |                | 87e              | 84e             |                      |                |              |  |              |  |                   |
| 2020 | 111e            |               | opgave               |                |                  |                 |                      |                |              |  |              |  |                   |
| 2021 | 142e            |               |                      |                | 89e              |                 |                      | opgave         |              |  |              |  |                   |

## Ploegen
- 2009 –  KrolStonE Continental Team
- 2010 –  Cyclingteam Jo Piels
- 2011 –  Cyclingteam Jo Piels
- 2011 –  Vacansoleil-DCM Pro Cycling Team (stagiair vanaf 1-8)
- 2012 –  Vacansoleil-DCM Pro Cycling Team
- 2013 –  Vacansoleil-DCM Pro Cycling Team
- 2014 –  Rabobank Development Team
- 2015 –  Team LottoNL-Jumbo
- 2016 –  Team LottoNL-Jumbo
- 2017 –  Team LottoNL-Jumbo
- 2018 –  Team LottoNL-Jumbo
- 2019 –  Team Jumbo-Visma
- 2020 –  Team Jumbo-Visma
- 2021 –  Team Qhubeka-ASSOS
- 2022 –  VolkerWessels Cycling Team
- 2023 –  VolkerWessels Cycling Team
- 2024 –  VolkerWessels Cycling Team